# روث هالبرين كداري
روث هالبرين كداري (من مواليد 15 مايو 1966، العبرية: רות הלפרין-קדרי) هي باحثة قانونية ودولية لحقوق المرأة داعية إسرائيلية معروف بعملها على قانون الأسرة، النظرية القانونية النسوية وحقوق المرأة في القانون الدولي، والنساء والدين. هي نائبة رئيس لجنة الأمم المتحدة للقضاء على التمييز ضد المرأة، وعملت في اللجنة منذ عام 2006. وهي أستاذة القانون في جامعة بار إيلان حاصلة على لقب بروفيسور، وهي المديرة المؤسسة لمركز روث وإيمانويل راكمان للنهوض بمركز المرأة. كانت واحدة من أوائل المتلقين لجائزة «المرأة الدولية الشجاعة الدولية» لوزيرة الخارجية الأمريكية عن عملها في مجال حقوق المرأة الدولية في عام 2007.
كبرت وترعرعت في بيت ينتهج الصيهونية الدينية وقد اعبرت سابقا عن صعوبة كونها طلائعية في مجال القانون الديني اليهودي الرباني حيث ان المجال كان تحت هيمنة رجالية لمدة طويلة وكان يعتبر ان المرأة لا تمتلك الوعي او الذكاء الكافي لفهم الملابسات المعقدة في القانون الديني اليهودي واحكامه كما في الجمرا.

## المهنة

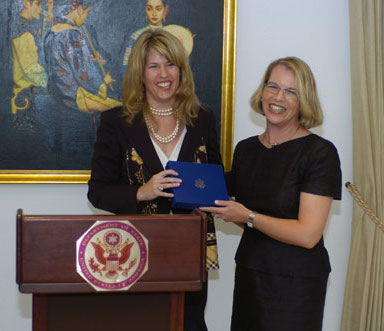
المخرجة أندريا بوتنر (يسار) من وزارة الخارجية الأمريكية تقدم جائزة نساء الشجاعة الدولية إلى البروفيسورة روث هالبرين كداري (يمين),2016

حصلت هالبرين كداري على دكتوراه في العلوم القانونية من كلية الحقوق بجامعة ييل في الولايات المتحدة في عام 1993. وهي أستاذة القانون في جامعة بار إيلان. في عام 2001، أسّست مركز روث وإيمانويل راكمان للنهوض بمركز المرأة، وهو مركز اجتماعي قانوني يعمل على تعزيز العدالة بين الجنسين، وقد عملت كمديرة للمركز منذ إنشائه.

### أدوار الأمم المتحدة
وقد تم انتخابها من قبل الدول الأطراف لمدة أربع سنوات في لجنة الأمم المتحدة للقضاء على التمييز ضد المرأة في عام 2006، وكانت نائبة رئيس اللجنة من عام 2009 حتى عام 2010. وكانت في وقت انتخابها أصغر رئيسة للجنة الأعضاء. أعيد انتخابها لفترة ثانية في اللجنة في عام 2010 وفترة عملها الثالثة في عام 2014. وقد تم انتخابها مرة أخرى لمنصب نائب رئيس اللجنة في عام 2017. وعملت في اللجنة لأكثر من عقد من الزمان إلى جانب وزيرة المساواة بين الجنسين الفرنسية السابقة نيكول أميلين والممثل الخاص للأمم المتحدة المعني بالعنف الجنسي في حالات النزاع ووكيل الأمين العام للأمم المتحدة براميلا باتن.
في عام 2018، شاركت في إعداد تقرير للأمم المتحدة خلص إلى أن عدم توفير الإجهاض في أيرلندا الشمالية هو شكل من أشكال العنف ضد المرأة.
في اواخر عام 2023 ، في الأيام التي تلت هجوم 7 أكتوبر، تواصلت هالبرين كداري مع كل منظمة ذات صلة بنظام حقوق الإنسان التابع للأمم المتحدة والتي كانت جزءًا منه، وكذلك مع براميلا باتن، وهي زميلة سابقة عملت معها في اتفاقية القضاء على جميع أشكال التمييز ضد المرأة، والتي تعمل الآن كالممثلة الخاصة للأمم المتحدة المعنية بالعنف الجنسي في حالات النزاع وقالت لها: "نحن بحاجة إليك هنا". وتقول روث أن أول شيء سألت براميلا عنه كان "هل تعلمين أن هذا حدث بالفعل؟" وتكمل روث لتقول "في البداية صدمني السؤال، لكن بعد ذلك فهمت أنه يجب علينا أن نعرف على وجه اليقين - بناءً على معلومات موثوقة وليس فقط على الشائعات والأقاويل - أن ذلك حدث بالفعل، من أجل الشروع في هذه الرحلة لفضح الأفعال".
وفي فبراير 2024، خلال حرب غزة، تم إرسال براميلا باتن ومكتبها إلى إسرائيل بالحاح وطلب من بروفيسور روث ، والتي كانت تتعاون وتعمل سابقًا مع براميلا في مكتب الأمم المتحدة ، واسرائيل. تضمن جدول أعمال براميلا خلال الزيارة 15 يومًا في إسرائيل ويومين في الأراضي الفلسطينية المحتلة. وفي 4 مارس، أصدرت الأمم المتحدة تقريرًا حول العنف الجنسي المزعوم الذي وقع خلال الحرب الإسرائيلية على غزة. على الرغم من ان بعض وسائل الإعلام الغربية قدمت التقرير بشكل منحاز وغير قويم كدليل على تورط حماس في اعتداءات جنسية، لم تدعم نتائج التقرير هذه الادعاءات بشكل كامل كما زعم كما وأشار التقرير إلى التحديات التي واجهت تحقق المزاعم، مثل عدم القدرة على تحديد مكان الضحايا والمخاوف بشأن دقة التفسيرات الطبية. وكرر في التقرير ان التقرير لم يكن مقصودًا أن يكون تحقيقيًا بطبيعته، وأشار إلى ان المعلومات اتت بشكل رئيسي من السلطات الإسرائيلية ولم يتم التحري والتحقق في شأنها بشكل مستقل على ايدي البعثة فكان الغالب انهم تلقوا المعلومات مباشرة من السلطات والشرطة الاسرائيلية. بشكل عام، دعت نتائج التقرير إلى ضرورة مزيد من التحقيق والحذر في استخلاص الاستنتاجات من أدلة محدودة ودعت اسرائيل للسماح لمكاتب الامم المتحدة المخولة بذلك للقيام بالتحقيق. ترفض اسرائيل السماح للمكاتب المخولة في التحقيقق.

في مقابلة لها لمناقشة دورها في دفع الامم المتحدة لبعثة براميلا قالت هالبرن-كداري حين سؤلت اذما كانت الشرطة الاسرائيلية متعاونة معها:
نعم، لقد فهمت[الشرطة الاسرائيلية] الأهمية، وهكذا تعرفت على المزيد من المواد والصور ومقاطع الفيديو والأدلة. لم يكن الأمر كما لو أنهم شاركوني ملف التحقيق بأكمله، لكنني تمكنت من الوصول إلى المواد التي لم يتم نشرها في تلك المرحلة حتى أتمكن من التحدث مع أعلى السلطات الدولية وأقول: "لقد رأيت هذا بأم عيني، وهذه مادة تم التحقق منها وموثوق بها، ولم تعد مجرد إشاعات". ولهذا السبب، أستطيع ترويج السردية الإسرائيلية. القاعدة التي أرشدتني هي توخي الحذر وعدم قول أي شيء لست مقتنعا به وعدم التحدث عن أعداد كبيرة. لأننا لا نعرف، ولن نعرف، وأيضا يجب علينا الاعتراف بأنه لا يوجد أدلة جنائية.
يجدر الذكر ان الادعاءات بالتحرش الجنسي الممنهج في السابع من اوكتوبر دحضت باغلبها على ايدي صحفيين استقصائيين مستقلين في الاشهر اللي تلت الحادثة ولم تقدم اسرائيل دلائل على حدوثها وبل لم تسمح بتحقيق دولي مستقل في الادعاءات.

## مرتبة الشرف
حصلت على «جائزة نساء الشجاعة الدولية» من وزيرة الخارجية الأمريكية في عام 2007 عن عملها في مجال حقوق المرأة الدولية. حصلت على جائزة رابابورت للنساء اللواتي يبدأن التغيير في عام 2016.

## الأعمال المختارة
- النساء في إسرائيل: دولة خاصة بهم، ولاية بنسلفانيا جامعة أكسفورد، 2004